# Wassili Wiktorowitsch Sokow
Wassili Wiktorowitsch Sokow (russisch Василий Викторович Соков; englisch Vasiliy Sokov; * 7. April 1968 in Duschanbe, TaSSR, Sowjetunion) ist ein ehemaliger russischer Leichtathlet, der sich auf den Dreisprung spezialisiert hat und bis 1991 für die Sowjetunion und 1992 für das Vereinte Team startete. Seine größten Erfolge feierte er mit den Bronzemedaillen bei den Halleneuropameisterschaften 1992 und 1994. Seine Ehefrau Mariya Sokova war ebenfalls als Leichtathletin für die Sowjetunion und Usbekistan aktiv.

## Sportliche Laufbahn
Erste internationale Erfahrungen sammelte Wassili Sokow im Jahr 1987, als er bei den Junioreneuropameisterschaften in Birmingham mit 7,47 m den neunten Platz im Weitsprung belegte. 1989 gelangte er bei den Halleneuropameisterschaften in Den Haag mit 7,45 m auf den 14. Platz und im Jahr darauf belegte er bei den Goodwill Games in Seattle mit 16,68 m den fünften Platz im Dreisprung. 1991 gelangte er bei den Weltmeisterschaften in Tokio mit 17,28 m im Finale auf den vierten Platz. Im Jahr darauf gewann er bei den Halleneuropameisterschaften in Genua mit 17,01 m die Bronzemedaille hinter seinem Landsmann Leonid Woloschin und Serge Hélan aus Frankreich. Im August nahm er für das Vereinte Team an den Olympischen Sommerspielen in Barcelona teil und belegte dort mit 16,86 m im Finale den neunten Platz. 
1993 verpasste er bei den Hallenweltmeisterschaften in Toronto für Russland startend mit 15,51 m den Finaleinzug und im Sommer schied er bei den Weltmeisterschaften in Stuttgart mit 7,75 m und 16,85 m jeweils in der Vorrunde im Weitsprung und im Dreisprung aus. Im Jahr darauf gewann er bei den Halleneuropameisterschaften in Paris mit 17,31 m die Bronzemedaille hinter seinen Landsleuten Leonid Woloschin und Denis Kapustin. Im August belegte er bei den Europameisterschaften in Helsinki mit 16,97 m den vierten Platz und wurde beim IAAF Grand Prix Final in Paris mit 16,87 m Dritter. 1995 wurde er wegen es positiven Tests auf die Dopingsubstanz Ephedrin mit einer dreimonatigen Wettkampfsperre belegt. Im Jahr darauf nahm er für Russland an den Olympischen Sommerspielen in Atlanta teil und schied dort mit 16,86 m in der Qualifikationsrunde aus. 1997 verpasste er bei den Weltmeisterschaften in Athen mit 16,42 m den Finaleinzug und im Jahr darauf belegte er bei den Europameisterschaften in Budapest mit 17,16 m den fünften Platz. 1999 gelangte er bei den Weltmeisterschaften in Sevilla mit 16,53 m im Finale auf den zwölften Platz. 2003 schied er bei den Weltmeisterschaften im kanadischen Edmonton mit 16,26 m in der Vorrunde aus und 2003 beendete er seine aktive sportliche Karriere im Alter von 35 Jahren.
In den Jahren von 1993 bis 1996 sowie 1998 und 1999 wurde Sokow russischer Meister im Dreisprung im Freien sowie 1998 und 1999 in der Halle.

## Persönliche Bestleistungen
- Weitsprung: 8,18 m (+1,3 m/s), 5. Juli 1988 in Tallinn (tadschikischer Rekord)
- Dreisprung: 17,59 m (+0,3 m/s), 19. Juni 1993 in Moskau